# Anklage gegen Donald Trump wegen des Umgangs mit offiziellen Unterlagen
Die Anklage gegen Donald Trump wegen des Umgangs mit offiziellen Unterlagen erging am 8. Juni 2023 durch Sonderermittler Jack Smith. Im Mittelpunkt stand dabei die Entwendung bzw. Nicht-Zurückgabe von geheimen Regierungsdokumenten durch Donald Trump nach seinem Ausscheiden aus dem Amt im Januar 2021, was ein Verstoß gegen das Spionagegesetz gewesen sein könnte. Hinzu trat die Vereitlung der Rückgabe, was eine Strafvereitelung („obstruction of justice“)  gewesen sein könnte. Trump ist der erste (ehemalige) US-Präsident, der vor einem amerikanischen Bundesgericht angeklagt wurde. Die zuständige, von Trump 2020 selbst nominierte Bundesrichterin stellte das Verfahren am 15. Juli 2024 ein. Die Ernennung des Sonderermittlers sei unrechtmäßig erfolgt. Jack Smith ging dagegen in Berufung, ehe er nach Trumps Sieg bei der Präsidentschaftswahl 2024 bekanntgab, seinen Einspruch gegen das Ende der Ermittlungen ruhen zu lassen. 

## Gesetzliche Grundlagen
Die Entfernung oder Vernichtung von Dokumenten der US-Regierung kann gestützt auf 18 US Code 2017 mit bis zu zehn Jahren Haft bestraft werden. Der Sarbanes-Oxley Act belegt das Verbergen oder Vernichten von Dokumenten mit der Absicht, ein Verfahren einer Bundesbehörde zu behindern, mit einer möglichen Freiheitsstrafe von bis zu zwanzig Jahren. Der Espionage Act belegt zudem die unbefugte Aufbewahrung von verteidigungsrelevanten Informationen, die den Vereinigten Staaten schaden oder einem ausländischen Gegner helfen könnten, mit bis zu zehn Jahren Freiheitsstrafe. Der Espionage Act wurde vor der heutigen Klassifizierung von Geheimdokumenten verabschiedet und gilt wie die beiden anderen Gesetze unabhängig davon, ob Dokumente als geheim eingestuft gelten.
Laut dem Presidential Records Act gehören zudem alle nicht-privaten Dokumente und Aufzeichnungen, die während der Amtszeit eines Präsidenten entstehen, den Vereinigten Staaten und müssen vom Präsidenten aufbewahrt und nach Ende der Amtszeit dem Nationalarchiv übergeben werden. Das unbefugte Entfernen und Aufbewahren von geheimen Dokumenten der US-Regierung ist eine Straftat, deren Höchststrafe durch den von Präsident Trump unterzeichneten FISA Amendments Reauthorization Act von einem auf fünf Jahre Haft erhöht wurde.

## Geschichte

### Vorgeschichte vor und während der Präsidentschaft von Trump
Während seines Wahlkampfs für die Präsidentschaft im Jahr 2016 äußerte Donald Trump scharfe Kritik an seiner Konkurrentin Hillary Clinton im Rahmen der so genannten E-Mail-Affaire, bei der dieser unsachmässiger Umgang mit vertraulichen Informationen vorgeworfen wurden – Trump gab bei Wahlkampfveranstaltungen wiederholt das Versprechen ab, dass es unter seiner Präsidentschaft nicht mehr zu solchen Vorfällen kommen werde.
Trumps Umgang mit offiziellen Dokumenten wurde dennoch ab Beginn seiner Präsidentschaft diskutiert. So hatte er wiederholt Dokumente zerrissen, die später durch Mitarbeiter des Weißen Hauses wieder zusammengeklebt wurden. Auch wurden Dokumente gefunden, welche eine Toilette im Weißen Haus verstopft hatten. Während seiner Präsidentschaft unterhielt die Regierung eine Sensitive Compartmented Information Facility (SCIF) zur sicheren Aufbewahrung von Dokumenten in Mar-a-Lago, dem Wohnsitz von Trump in Florida.

### Zurückhaltung von Dokumenten nach dem Ausscheiden aus dem Amt
In einem Brief an den Archivar der Vereinigten Staaten ernannte Trump am 19. Januar 2021 seine Vertreter für alle zukünftigen Anfragen des Nationalarchivs betreffend Dokumente des Weißen Hauses: seinen Stabschef Mark Meadows, den Rechtsberater des Weißen Hauses Pat Cipollone, den stellvertretenden Rechtsberater des Weißen Hauses Patrick Philbin und vier weitere Mitarbeiter.
Trump verließ am folgenden Tag das Weiße Haus. Die privaten Dokumente und Aufzeichnungen des Präsidenten wurden von der General Services Administration abtransportiert. Alle nicht-privaten Dokumente und Aufzeichnungen verblieben und wurden dem Nationalarchiv übergeben.
Anfang Mai 2021 informierte das Nationalarchiv die Vertreter von Trump, dass wichtige Dokumente nicht übergeben wurden. Es fehlten zum Beispiel die Korrespondenz mit Kim Jong-un und der Brief von Präsident Obama an Trump anlässlich dessen Amtsübernahme.
Nach monatelangen Gesprächen zwischen dem Nationalarchiv und Vertretern von Trump wurden am 19. Januar 2022 15 Kisten mit Dokumenten aus Mar-a-Lago an das Nationalarchiv übergeben.
Das Nationalarchiv informierte im Februar 2022 das Justizministerium über das Auffinden von geheimen Dokumenten in den zurückgegebenen Akten. Es wurden 184 Dokumente mit Geheimhaltungsmarkierungen gefunden. Darunter waren auch Dokumente der Geheimstufe Top Secret: Special Access Program. Diese Bezeichnung ist normalerweise für äußerst sensible Auslandsoperationen oder spezielle Technologien und Fähigkeiten der US-Dienste vorbehalten.
Das Justizministerium informierte daraufhin die Trump-Vertreter über das Auffinden von geheimen Dokumenten in den zurückgegebenen Akten.
Eine vom Justizministerium eingesetzte Grand Jury beschloss am 9. Mai 2022, alle eventuell noch im Besitz von Trump befindlichen Geheimdokumente per Subpoena zurückzufordern.
Beamte des Justizministeriums und des FBI besichtigten daraufhin im Juni die Aufbewahrungsräume in Mar-a-Lago. Ihnen wurden weitere geheime Dokumente ausgehändigt. Eine Anwältin Trumps bestätigte schriftlich, es seien alle geheimen Papiere zurückgegeben worden.
Am 5. August 2022 beantragte das Justizministerium einen Durchsuchungsbefehl für Mar-a-Lago, der von dem Bundesrichter (federal magistrate judge) Bruce Reinhart am United States District Court von Südflorida ausgestellt wurde. Das FBI erhielt eine Frist von zwei Wochen, die Durchsuchung durchzuführen.

### Hausdurchsuchung im August 2022

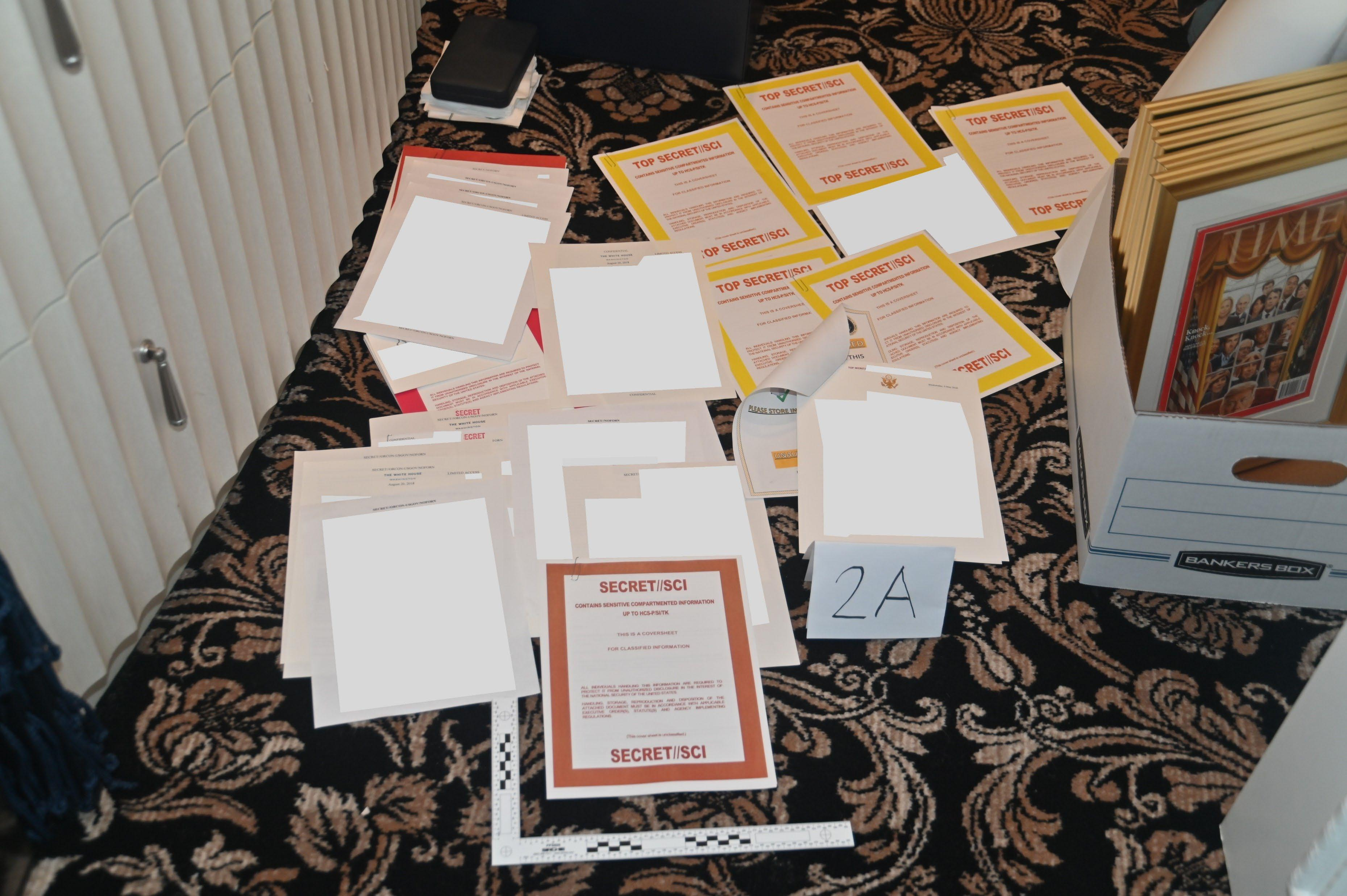
Sichergestellte Geheimdokumente

Am 8. August 2022 durchsuchten FBI-Agenten Trumps Räumlichkeiten in Mar-a-Lago. Der mit dem Personenschutz des Expräsidenten betraute Secret Service wurde wenige Stunden vor dem Einsatz über die bevorstehende Durchsuchung informiert und erleichterte den Zugang zu dem Anwesen. Trump war während der Durchsuchung nicht anwesend. Er wurde von zwei Anwältinnen vertreten, welche die Innenräume aber nicht betreten durften. Trump konnte die Untersuchung vom Trump Tower in New York durch Sicherheitskameras im Mar-a-Lago beobachten.
Am 2. September 2022 wurde von einem Gericht in Florida eine detaillierte Liste der sichergestellten Gegenstände veröffentlicht. Die FBI-Agenten beschlagnahmten insgesamt 33 Kisten Material mit 11.000 Regierungsdokumenten, welche einer Geheimhaltungsstufe unterlagen, davon waren 18 mit der höchsten Geheimhaltungsstufe „streng geheim/SCI“ gekennzeichnet (diese Dokumente dürfen nur in einer SCIF eingesehen werden), 54 als „geheim“ und 31 als „vertraulich“ eingestuft. Das beschlagnahmte Material umfasste neben den Dokumenten auch Fotos und handschriftliche Notizen. Außerdem wurden 90 leere Aktenordner sichergestellt, von denen 48 mit dem Vermerk „geheime Verschlusssache“ gekennzeichnet waren. Warum die Ordner leer waren und ob Dokumente fehlen, ist unklar. Einige Dokumente bezogen sich auf die Begnadigung von Roger Stone und auf den französischen Staatspräsidenten. Zudem wurden bei der Durchsuchung drei Pässe Trumps beschlagnahmt (von denen einer abgelaufen war); die Pässe wurden Trump am 15. August zurückgegeben.

### Weiteres Verfahren
Am 11. August 2022 gab US-Justizminister Merrick Garland bekannt, den Durchsuchungsbefehl für das Anwesen von Donald Trump „persönlich genehmigt“ zu haben.
Am 22. August beantragte Trump die Einsetzung eines Bevollmächtigten (special master), der die beschlagnahmten Dokumente sichten und bewerten solle.
Am 26. August 2022 veröffentlichte das Justizministerium auf gerichtliche Anordnung eine geschwärzte Version der eidesstattlichen Erklärung (Affidavit) des Antrages für den Durchsuchungsbefehl.
Die für Südflorida zuständige Bundesbezirksrichterin Aileen Cannon, die von Trump selbst im Jahr 2020 zur Bundesrichterin nominiert worden war, verfügte am 5. September die Einsetzung eines Special Master. Im selben Monat entschied ein Berufungsgericht vorläufig, dass das US-Justizministerium die Geheimdokumente aus Mar-a-Lago weiter auswerten darf. Damit wurde die Entscheidung vom 5. September ausgesetzt.
Am 1. Dezember 2022 urteilte ein Berufungsgericht (Court of Appeals for the 11th Circuit), es sei nicht rechtens gewesen, auf Trumps Antrag hin einen Special Master zur Überprüfung der sichergestellten Dokumente einzusetzen.
Im November 2022 setzte das Justizministerium der Vereinigten Staaten den Juristen Jack Smith als Sonderermittler ein, um die Ermittlungen gegen Trump zu beaufsichtigen. Während der Ermittlungen sagte u. a. Trumps ehemaliger Stabschef Mark Meadows gegen Trump aus.

### Anklage
Am 8. Juni 2023 wurde Trump nach der Entscheidung einer Grand Jury wegen seines Umgangs mit nationalen Geheimdokumenten in 47 Punkten vor einem Bundesgericht in Miami zusammen mit Waltine Nauta, seinem Hausangestellten in Mar-a-Lago, angeklagt. Zu den erhobenen Anklagepunkten des US-Justizministeriums gegen Trump und Nauta gehören die unbefugte Aufbewahrung nationaler Sicherheitsdokumente, das vorsätzliche Zurückhalten von Dokumenten, Behinderung der Justiz, Missachtung des Gerichts, Falschhandhabung von Dokumenten, Falschaussage und kriminelle Verschwörung. Trump ist damit der erste (ehemalige) US-Präsident, der vor einem Bundesgericht angeklagt wurde. Am 13. Juni kam es zur ersten Anhörung Trumps vor dem Gericht in Miami, und am 21. Juli gab die zuständige Bundesrichterin Aileen Cannon bekannt, dass der Prozess am 20. Mai 2024 beginnen solle. Am 28. Juli wurde die Anklageschrift um drei Anklagepunkte erweitert. Dabei wurde ein weiterer Hausangestellter in Mar-a-Lago, Carlos de Oliveira, als zusätzlicher Beschuldigter benannt.

### Einstellung des Verfahrens
Am 15. Juli 2024 stellte die Bundesrichterin Aileen Cannon, die von Trump selbst im Jahr 2020 zur Bundesbezirksrichterin für Südflorida nominiert worden war, das Strafverfahren gegen Trump ein. Zwei Tage später kündigte der Sonderermittler an gegen die Entscheidung Berufung einzulegen, was am 27. August 2024 beim 11th U.S. Circuit Court of Appeals erfolgte. Nach Trumps Sieg bei der US-Präsidentschaftswahl gab Sonderermittler Jack Smith bekannt, seinen Einspruch gegen das Ende der Ermittlungen ruhen zu lassen.

## Reaktionen
Donald Trump sagte zu den Hausdurchsuchungen: „Dies sind dunkle Zeiten für unsere Nation.“ Er verglich sie mit dem Watergate-Skandal der 1970er-Jahre und behauptete, sie seien politisch motiviert gewesen, um ihn daran zu hindern, bei der Präsidentschaftswahl 2024 erneut für das Präsidentenamt zu kandidieren.
Trump behauptete über seine Social-Media-Plattform Truth Social, das FBI habe wissentlich Material aus Mar-a-Lago mitgenommen, das es nicht hätte mitnehmen dürfen. Dabei habe es sich um vertrauliche Dokumente zwischen Mandant und Rechtsbeistand gehandelt. Trump forderte das FBI auf, die Unterlagen sofort zurückzugeben. Noch im selben Monat klagte er unter Berufung auf das Exekutivprivileg gegen die anstehende Prüfung der Dokumente durch staatliche Ermittler. Bei diesem Privileg handelt es sich um ein Vorrecht des US-Präsidenten und anderer Mitglieder der Exekutive, gewisse Informationen geheim zu halten. Bei einer Wahlkampfveranstaltung im Vorfeld der Wahlen in den Vereinigten Staaten 2022 bezeichnete Trump die Durchsuchung als „Machtmissbrauch“ von Joe Bidens Regierung und warf Biden vor, dieser nutze das FBI und das Justizministerium, um zu verhindern, dass er  wieder Präsident werde.
Nach der Anklage stellte sich fast die gesamte Republikanische Partei hinter Trump; unter den wenigen prominenten Republikanern, die gegen Trump Stellung bezogen, waren der konkurrierende Präsidentschaftsbewerber Chris Christie,
Trumps ehemaliger nationaler Sicherheitsberater, John Bolton,
sowie sein ehemaliger Justizminister Bill Barr.
Die Demokraten dagegen verteidigen den Vorgang. Präsident Biden wies mit deutlichen Worten zurück, Trump sei Opfer politischer Verfolgung; er habe noch nie, nicht ein einziges Mal, dem Justizministerium vorgegeben, was es zu tun oder zu lassen habe, ob Anklage erhoben werden solle oder nicht.